# Mazarredia interrupta
Mazarredia interrupta är en insektsart som beskrevs av Zheng, Z. 2003. Mazarredia interrupta ingår i släktet Mazarredia och familjen torngräshoppor. Inga underarter finns listade i Catalogue of Life.